# El Empalme (Panama)
El Empalme ist ein Corregimiento des Bezirks Changuinola in der Provinz Bocas del Toro in Panama. Bei der Volkszählung im Jahr 2023 hatte es 11.462 Einwohner. Das Corregimiento erstreckt sich über eine Fläche von 9,0 km².
Das Corregimiento wurde durch Gesetz Nr. 40 vom 30. April 2003 geschaffen.

## Bevölkerung
Die folgende Tabelle zeigt die Bevölkerung des Corregimientos El Empalme, wie es in den Volkszählungen 2010 und 2023 erfasst wurde.
| Jahr         | 2010   | 2023   |
| ------------ | ------ | ------ |
| Einwohner    | 18.653 | 11.462 |
| davon Männer | 9504   | 5755   |
| davon Frauen | 9149   | 5707   |

## Orte
Im Corregimiento El Empalme befinden sich folgende Orte:
- Balas Pit Rural
- El Empalme
- El Silencio
- La Hortaliza